# Ruta IO06 (Lima)
La ruta IO06 o "la C" es una ruta de transporte público del área metropolitana de Lima, que conecta los distritos de Mi Perú y Villa María del Triunfo. El trayecto de esta ruta consta de 169 o 170 paradas dependiendo de la dirección y dura aproximadamente entre 2 horas con 40 minutos y 3 horas

## Características
Esta ruta de transporte público es operada por Holding Real Express S.A, pasando por los distritos de Lima y Callao, anteriormente estaba operada por Consorcio Grupo Orión S.A.

### Autorización
La ruta IO06 se encuentra autorizada por la Municipalidad Provincial del Callao (MPC) y la Autoridad de Transporte Urbano (ATU).

## Trayecto
Los autobuses de la ruta IO06 comienzan a operar a las 5:00 a.m. y terminan a las 10:00 p.m. Por los distritos de Mi Perú, Ventanilla, Callao, Bellavista, San Miguel, Magdalena del Mar, San Isidro, Lince, Jesús María, La Victoria, San Borja,Santiago de Surco, San Juan de Miraflores, Villa El Salvador, Villa María del Triunfo y Lurín en las provincias de Lima y Callao; pasando por importantes lugares como la Refinería La Pampilla, el Grupo N° 8 de la FAP, la sede del Gobierno Regional del Callao, el Aeropuerto Internacional Jorge Chávez, la Plaza San Miguel, Parque Túpac Amaru, Plaza Pedro Ruiz Gallo, Gran Teatro Nacional del Perú, Coliseo Eduardo Dibós y Óvalo Higuereta
También se conecta con el Metropolitano a través de la Estación Canadá. Y con la Línea 1 del Metro de Lima con desde la estación Estación La Cultura hasta la Estación Atoncongo , dentro de un futuro se podrá conectar con la Línea 2 del Metro de Lima con la Estación Carmen de la Legua, Línea 3 del Metro de Lima con las estaciones Canevaro, Cabitos y Atocongo, con La Línea 4 del Metro de Lima desde las estaciones Gambetta hasta Pando y con la Línea 6 en las estaciones Lima y Aviación.

### Terminales
no tiene terminal de ida, suelen parquearse o no en la Plaza de Armas de Mi Perú, esta ruta si tiene una terminal de vuelta, en la calle Pablo Paulet a unos metros de su paradero final, donde se estacionan no solo los buses de esta ruta sino de las rutas OM21, OM37, OM19 y anteriormente IO28B.

### Recorrido
| Dirección                        | Avenidas y calles |
| -------------------------------- | --- |
| Ida Hacia Vila María del Triunfo | Av. Huaura - Av. Cuzco - Av. Ayacucho - Av. Tumbes - Av. Víctor Raúl Haya de la Torre - C. Pavayacu - Av. Néstor Gambetta - Av. Elmer Faucett - Av. La Marina - Av. José de la Riva Agüero - Prolg. Av. Lima - Av. Lima - Jr. Generalísimo José de San Martín - Jr. Francisco Bolognesi - Av. Brasil - Av. Javier Prado Oeste - Av. Gral Salaverry - Av. Gral. César Canevaro - Av. Juan Pardo de Zela - Av. Canadá - Av. Aviación - Av. Santiago de Surco/Tomás Marsano - Av. Los Héroes - Av. San Juan - Av. Ramón Vargas Machuca - Av. César Canevaro - Av. Mariano Pastor Villa - Av. José Carlos Mariategui - Av. Separadora Industrial - Av. María Reiche - Av. Lima - Jr. José Olaya - Av. Ferrocarril - Av. Pablo Paulet/Paul Poblet                                            |
| Vuelta Hacia Mi Perú             | Av. Pablo Paulet/Paul Poblet - Av. Ferrocarril - Jr. José Olaya - Av. Lima - Av. María Reiche - Av. Separadora Industrial - Av. José Carlos Mariategui - Av. Mariano Pastor Villa - Av. César Canevaro - Av. Ramón Vargas Machuca - Av. San Juan - Av. Los Héroes - Av. Santiago de Surco/Tomás Marsano - Av. Aviación - Av. Canadá - Av. Juan Pardo de Zela - Av. Gral. César Canevaro - Av. Gral Salaverry - Av. Javier Prado Oeste - Av. Brasil - Jr. Miguel Grau - Av. Independencia - Jr. Diego Quispe Tito - Av. Universitaria - Jr. Prolg. Cuzco - Av. José de la Riva Agüero - Av. La Marina - Av. Elmer Faucett - Av. Néstor Gambetta - C. Pavayacu - Av. Víctor Raúl Haya de la Torre - Av. Tacna - Av. Ayacucho - Av. Tumbes - Av. Víctor Raúl Haya de la Torre - Av. Huaura |